# Lista lucrărilor lui Augustin de Hipona

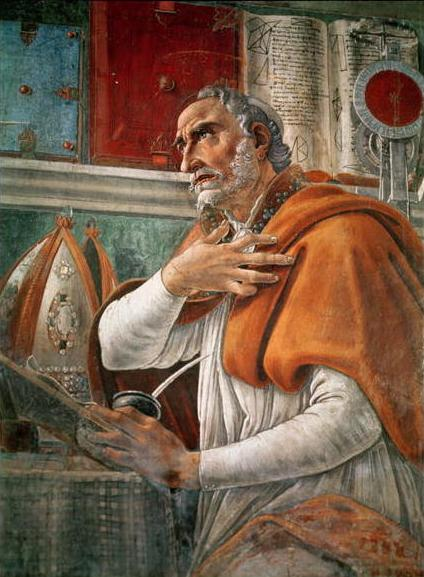
Sf. Augustin studiind (Sant'Agostino nello studio) de Sandro Botticelli, 1480, Chiesa di Ognissanti, Florența, Italia

## Operele complete ale Sf. Augustin de Hipona
Au fost incluse în această listă toate operele cunoscute ale sf. Augustin de Hipona în limba latină și în traducerea română. 
Indicația din parenteze (tradusă) se referă la Opera Omnia a Sf. Augustin în curs de traducere la editura Dacia. Detalii aici.

Altre trei volume importante din opera Sf. Augustin au fost traduse în limba română (ediții bilingve) de către Eugen Munteanu:
- Sfântul Augustin, De dialectica/Despre dialectică. Ediție bilingvă, introducere, note, comentarii și bibliografie, Editura “Humanitas”, București, 1991, 238 p; ISBN 973-28-0176-x

- Sfîntul Augustin, De Magistro/Despre Învățător. Ediție bilingvă, traducere, introducere, comentarii, note și bibliografie, Institutul European, Iași, 1995, 264 p.2I; SBN: 973 9148 62 X.

- Sfîntul Augustin, Confessiones/ Confesiuni. Ediție bilingvă, traducere din limba latină, introducere și note, Editura “Nemira”, București, 2003, 687 p.; ISBN 973-569-455-7.

Indicația PL face referință la Patrologia Latina unde se regăsește scrierea respectivă.

Faceți click pe semnul de lângă titlul coloanelor, pentru a ordona tabelul în funcție de acel argument. 
Pentru viața Sf. Augustin de Hipona vezi Augustin de Hipona
| Nr.  | Titlul în latină                                                                                  | Titlul în română                                                  | Tema | An       | Localitate  | Categoria                    |
| ---- | ------------------------------------------------------------------------------------------------- | ----------------------------------------------------------------- | --- | -------- | ----------- | ---------------------------- |
| 1.   | Collationis Carthago                                                                              | Intervenția la Conferința de la Cartagina.                        | - | ?        | ?           | Polemică                     |
| 2.   | Contra Iulianum opus imperfectum (PL 44)                                                          | Contra lui Iulian de Aeclanum, 2 lucrări în 6 cărți.              | - | ?        | ?           | Polemică                     |
| 3.   | De Disciplina Christiana, Sermo (PL 40)                                                           | Discursul despre disciplina creștină.                             | - | ?        | ?           | Discurs                      |
| 4.   | De Symbolo ad Catechumenos tractatus lib. 1 (PL 40)                                               | Despre Crez către catehumeni (tradusă)                            | Explică catehumenilor Simbolul Credinței. | ?        | ?           | Discurs                      |
| 5.   | Sermone                                                                                           | Discursul despre Providență.                                      | - | ?        | ?           | Discurs                      |
| 6.   | Sermones                                                                                          | Discursuri despre diferite argumente. (Disc. 341)                 | - | ?        | ?           | Discurs                      |
| 7.   | Sermones                                                                                          | Discursuri despre sfinți. (Disc. 273)                             | - | ?        | ?           | Discurs                      |
| 8.   | Sermones                                                                                          | Discursuri despre timpii liturgici. (Disc. 184)                   | - | ?        | ?           | Discurs                      |
| 9.   | Enarrationes in Psalmos (PL 36)                                                                   | Comentarii la Psalmi.                                             | Comentarii, în care face o interpretare alegorică a psalmilor. | Diverși  | Diverse     | Discurs                      |
| 10.  | Epistolae (PL 33)                                                                                 | Scrisorile (300)                                                  | - | Diverși  | Diverse     | Scrisori                     |
| 11.  | Sermones                                                                                          | Discursuri despre Noul Testament. (Disc. 51-183)                  | - | Diverși  | Diverse     | Discurs                      |
| 12.  | Sermones                                                                                          | Discursuri despre Vechiul Testament. (Disc. 1-50)                 | - | Diverși  | Diverse     | Discurs                      |
| 13.  | Sermones                                                                                          | Discursuri noi (Dolbeau 1)                                        | - | Diverși  | Diverse     | Discurs                      |
| 14.  | Sermones (PL 38)                                                                                  | Discursuri                                                        | 396 de discursuri. | Diverși  | Diverse     | Diverse                      |
| 15.  | Adversus Iudaeos tractatus (PL 42)                                                                | Contra iudeilor                                                   | Tratează despre modul just de operare a lui Dumnezeu față de iudei. | ?        | Hipona      | Polemică                     |
| 16.  | De octo quaestionibus ex Veteri Testamento (PL 35)                                                | Opt chestiuni despre Vechiul Testament.                           | - | ?        | Hipona      | Exegetică                    |
| 17.  | Quaestionum septemdecim in Evangelium secundum Matthaeum lib. 1 (PL 35)                           | 17 chestiuni asupra Evangheliei după Matei.                       | - | ?        | Hipona      | Exegetică                    |
| 18.  | De Trinitate lib. 15 (PL 42)                                                                      | Despre Sf. Treime, în 15 cărți                                    | Este cea mai importantă operă dogmatică a Sf. Augustin în care tratează despre Sf. Treime. | 399- 426 | Hipona      | Dogmatică                    |
| 19.  | De Genesi ad Litteram lib. 12 (PL 34)                                                             | Despre Geneză, cuvânt cu cuvânt în 12 cărți.                      | - | 400-416  | Hipona      | Exegetică                    |
| 20.  | De Civitate Dei contra Paganoslib. 22 (Pl 41)                                                     | Despre Cetatea lui Dumnezeu, în 22 de cărți                       | Operă în 2 părți: prima apologetică, a doua tratează despre relația și lupta dintre două cetăți: cea cerească și cea pamântească.                                                                            | 412-427  | Hipona      | Apologetică                  |
| 21.  | In Evangelium Ioannis tractatus centum viginti quatuor (PL 35)                                    | 124 comentarii la Evanghelia după Ioan.                           | - | 406-419  | Hipona      | Discurs                      |
| 22.  | De diversis Quaestionibus octoginta tribus (PL 40)                                                | Despre 83 de chestiuni diverse                                    | Diferite. | 388-397  | Hipona      | Dogmatică                    |
| 23.  | In Epistolam Ioannis ad Parthos Tractatus decem (PL 35)                                           | 10 comentarii la Scrisoarea I a lui Ioan.                         | - | 413-418  | Hipona      | Discurs                      |
| 24.  | Confessionum lib. 13 (PL 32)                                                                      | Mărturisirile (I-VIII) (IX-XIII), în 13 cărți (tradusă)           | Autobiografie spirituală. | 397-401  | Hipona      | Autobiografică               |
| 25.  | De Sermone Domini in monte lib. 2(PL 34)                                                          | Discursul lui Isus de pe Muntele Măslinilor.                      | - | 393-397  | Hipona      | Exegetică                    |
| 26.  | Contra Litteras Petiliani lib. 3 (PL43)                                                           | Contra scrisorilor lui Petilian.                                  | - | 400-403  | Hipona      | Polemică                     |
| 27.  | De Nuptiis et Concupiscentia ad Valerium lib. 2 (PL 44)                                           | Căsătoria și concupiscența.                                       | Împotriva pelagienilor | 418-421  | Hipona      | Morală și pastorală/Polemică |
| 28.  | De videndo deo lib.1 (=ep.147-148)                                                                | Viziunea lui Dumnezeu.                                            | - | 410-413  | Hipona      | Dogmatică                    |
| 29.  | De Libero Arbitrio lib. 3 (PL 32)                                                                 | Liberul arbitru, în 3 cărți (tradusă)                             | Împotriva maniheilorOperă de mare valoare antropologică. | 388-391  | Roma-Hipona | Filozofică                   |
| 30.  | Contra Faustum Manichaeum lib. 33 (PL 42)                                                         | Contra lui Faust.                                                 | Împotriva maniheilor | 397-399  | Hipona      | Apologetică                  |
| 31.  | De Cura pro Mortuis Gerenda lib. 1 (Pl 40)                                                        | Despre grija ce trebuie purtată morților.                         | Tratează acest aspect împotriva ereziilor timpului. | 422-424  | Hipona      | Morală și pastorală          |
| 32.  | De Natura et Gratia contra Pelagium, ad Timasium et Iacobum lib. 1 (PL 44)                        | Natura și harul.                                                  | Împotriva pelagienilor | 413-415  | Hipona      | Polemică                     |
| 33.  | Epistolae ad Romanos inchoata Expositio lib. 1 (PL 35)                                            | Începutul expunerii Epistolei către Romani.                       | - | 393-395  | Hipona      | Exegetică                    |
| 34.  | Expositio Epistolae ad Galatas (PL 35)                                                            | Expunerea Epistolei către Galateni.                               | - | 393-395  | Hipona      | Exegetică                    |
| 35.  | Post Collationem ad Donatistas (PL 43)                                                            | Actele de contruntare cu episcopul donatist Emerito.              | - | 415-417  | Hipona      | Polemică                     |
| 36.  | De Genesi contra Manichaeos lib. 2 (PL 34)                                                        | Despre Geneză contra maniheilor.                                  | Împotriva maniheilor | 388-390  | Tagaste     | Exegetică                    |
| 37.  | De Magistro lib. 1 (PL 32)                                                                        | Despre magistru (tradusă)                                         | Tratează despre cunoaștere. Dumnezeu este maestrul interior și principiul oricărei cunoașteri. | 388-390  | Tagaste     | Filozofică                   |
| 38.  | De Musica lib. 6 (PL 32)                                                                          | Despre muzică, în 6 cărți (tradusă)                               | Tratează despre ritm, despre înalțarea minții de la ritmul schimbător al trupului și al sufletului la ritmul adevărului etern. Este singurul tratat care s-a păstrat din Enciclopedia celor 7 arte liberale. | 388-390  | Tagaste     | Filozofică                   |
| 39.  | De pulchro et apto                                                                                | Despre frumusețe și armonie.                                      | Operă pierdută; trata despre teoria frumosului. | 380-381  | Cartagine   | Morală și pastorală          |
| 40.  | Soliloquiorum lib. 2 (PL 32)                                                                      | Solilocvii, în 2 cărți (tradusă)                                  | Convorbire cu sine însuși cu privire la Dumnezeu și suflet. Sufletul este nemuritor. | 386- 387 | Cassiciaco  | Filozofică                   |
| 41.  | Collatio cum Maximino Arianorum episcopo (PL 42)                                                  | Conferința cu Maximin.                                            | - | 427-428  | Hipona      | Polemică                     |
| 42.  | Contra Adimantum Manichaei discipulum lib. 1 (PL 42)                                              | Contra lui Adimant.                                               | Împotriva maniheilor | 393-394  | Hipona      | Polemică                     |
| 43.  | Contra Cresconium grammaticum Donatistam lib. 4 (PL 43)                                           | Contra gramaticului Cresconiu, în 4 cărți.                        | - | 405-406  | Hipona      | Polemică                     |
| 44.  | Contra Duas Epistolas Pelagianorum lib. 4 (PL 44)                                                 | Împotriva celor două scrisori ale pelagianilor                    | Împotriva pelagienilor | 420-421  | Hipona      | Polemică                     |
| 45.  | Contra epistolam Donati                                                                           | Contra scrisorii lui Donat.                                       | - | 393-394  | Hipona      | Polemică                     |
| 46.  | Contra Gaudentium Donatistarum episcopum lib. 2 (PL 43)                                           | Contra lui Gaudențiu, episcop donatist.                           | Împotriva donatiștilor | 418-419  | Hipona      | Polemică                     |
| 47.  | Contra Iulianum haeresis Pelagianae defensorem libri sex (PL 44)                                  | Contra lui Iulian.                                                | - | 421-422  | Hipona      | Polemică                     |
| 48.  | Contra Maximinum Haereticum Episcopum Arianorum lib. 2 (PL 42)                                    | Polemica cu Maximin.                                              | - | 427-428  | Hipona      | Polemică                     |
| 49.  | Contra quod adtulit centurius a donatistis lib. 1                                                 | Contra a ceea ce a asculat Centrurio între donatiști.             | - | 400-401  | Hipona      | Polemică                     |
| 50.  | De Baptismo contra Donatistas lib. 7 (PL 43)                                                      | Despre Botez contra donatiștilor, în 7 cărți.                     | Împotriva donatiștilor | 400-401  | Hipona      | Polemică                     |
| 51.  | De Bono Coniugali lib. 1 (PL 40)                                                                  | Despre folosul căsătoriei.                                        | - | 400-401  | Hipona      | Morală și pastorală          |
| 52.  | De Consensu Evangelistarum lib. 4 (PL 34)                                                         | Despre acordul evangheliștilor, în 4 cărți.                       | Clarifică anumite nepotrriviri între evanghelii. | 399-400  | Hipona      | Exegetică                    |
| 53.  | De Correptione et Gratia lib. 1 (PL 44)                                                           | Îndreptarea și harul.                                             | Împotriva pelagienilor | 426-427  | Hipona      | Polemică                     |
| 54.  | De diversis Quaestionibus ad Simplicianum lib.2 (PL 40)                                           | Despre diferite chestiuni către Simplician, 2 cărți.              | - | 395-396  | Hipona      | Dogmatică                    |
| 55.  | De Dono Perseverantiae (PL 45)                                                                    | Despre darul perseveranței.                                       | - | 428-429  | Hipona      | Polemică                     |
| 56.  | De Duabus Animabus contra Manichaeos lib. 1 (PL 42)                                               | Despre cele două suflete.                                         | Împotriva maniheilor | 391-392  | Hipona      | Polemică                     |
| 57.  | De Genesi ad Litteram imperfectus (PL 34)                                                         | Despre Geneză, cuvânt cu cuvânt, lucrare neterminată.             | - | 393-394  | Hipona      | Exegetică                    |
| 58.  | De gratia Novi Testamenti lib. 1 (=ep.140)                                                        | Despre harul Noului Testament.                                    | - | 411-412  | Hipona      | Exegetică                    |
| 59.  | De Haeresibus ad Quodvultdeum (=ep.221-224) liber unus (PL 42)                                    | Despre erezii.                                                    | Tratează despre 88 de erezii. | 428-429  | Hipona      | Polemică                     |
| 60.  | De Mendacio lib. 1 (PL 40)                                                                        | Despre minciună.                                                  | - | 394- 395 | Hipona      | Morală și pastorală          |
| 61.  | De Opere Monachorum lib. 1 (PL 40)                                                                | Despre munca călugărilor.                                         | - | 400-401  | Hipona      | Morală și pastorală          |
| 62.  | De Peccatorum meritis et remissione et de Baptismo parvulorum ad Marcellinum lib. 3 (PL 44)       | Despre pedeapsa și iertarea păcatelor și despre Botezul copiilor. | Împotriva pelagienilor | 411-412  | Hipona      | Polemică                     |
| 63.  | De Praedestinatione Sanctorum ad Prosperum et Hilarium lib. 1 (PL 44)                             | Despre predestinarea Sfinților.                                   | Împotriva pelagienilor | 428-429  | Hipona      | Polemică                     |
| 64.  | De Sancta Virginitate lib. 1 (PL 40)                                                              | Despre Sfânta feciorie.                                           | - | 400-401  | Hipona      | Morală și pastorală          |
| 65.  | De Unico Baptismo contra Petilianum lib. 1 (PL 43)                                                | Un singur botez contra lui Petilian.                              | Împotriva donatiștilor | 410-411  | Hipona      | Polemică                     |
| 66.  | De Utilitate credendi ad Honoratum lib.1 (PL 42)                                                  | Despre folosul credinței.                                         | Împotriva maniheilor | 391-392  | Hipona      | Apologetică                  |
| 67.  | Enchiridion de Fide, Spe et Charitate lib. 1(PL 40)                                               | Enchiridion sau Despre credință, speranță și iubire (tradusă)     | Explică Simbolul credinței și Rugăciunea domnească. | 421-422  | Hipona      | Dogmatică                    |
| 68.  | Epistola ad Catholicos contra Donatistas, vulgo De unitate Ecclesiae lib. 1 (PL 43)               | Despre unitatea Bisericii (autenticitate incertă).                | - | 400-401  | Hipona      | Polemică                     |
| 69.  | Probationum et testimoniorum contra donatistas lib. 1                                             | Probe și mărturii contra donatiștilor.                            | - | 405-406  | Hipona      | Polemică                     |
| 70.  | Psalmus contra Partem Donati (PL 43)                                                              | Psalm contra sectei lui Donat.                                    | Poem de 240 versuri împotriva donatiștilor, în care îi previne pe credincioși de pericol. | 393-394  | Hipona      | Polemică                     |
| 71.  | Quaestionum Evangeliorum lib. 2 (PL 35)                                                           | Chestiuni ale Evangheliilor, în 2 cărți.                          | Comentariu la Evanghelia lui Matei și Luca. | 399-400  | Hipona      | Exegetică                    |
| 72.  | De Quantitate Animae lib. 1 (PL 32)                                                               | Despre cantitatea sufletului (tradusă)                            | Tratează despre cele 7 activități ale sufletului. | 387-388  | Roma        | Filozofică                   |
| 73.  | De Doctrina Christiana lib. 4 (PL 34)                                                             | Despre învățătura creștină în 4 cărți.                            | Sinteză a spiritualității antice și creștine | 397/427  | Hipona      | Exegetică                    |
| 74.  | De Moribus Ecclesiae Catholicae et de Moribus Manichaeorum lib. 2 (PL 32)                         | Despre morala Bisericii universale și despre morala maniheilor.   | Împotriva maniheilor | 387-38   | Roma        | Polemică                     |
| 75.  | Contra Academicos lib.3 (de academicis) (PL 32)                                                   | Contra academicilor, în 3 cărți (tradusă)                         | Combate scepticismul academicilor. Fericirea se află nu în cercetarea ce poate produce probabilități, ci în cunoașterea adevărului ce conduce la certitudine.                                                | 386      | Cassiciaco  | Filozofică                   |
| 76.  | De Beata Vita lib. 1 (PL 32)                                                                      | Despre viața fericită (tradusă)                                   | Tratează despre fericirea omului ce constă în cunoașterea adevărului suprem, Dumnezeu. | 386      | Cassiciaco  | Filozofică                   |
| 77.  | De Ordine lib. 2 (PL 32)                                                                          | Despre ordine, în 2 cărți (tradusă)                               | Tratează despre Providență și despre originea răului. | 386      | Cassiciaco  | Filozofică                   |
| 78.  | De dialectica (Principia dialecticae)                                                             | Principiile dialecticii                                           | - | 387      | Milano      | Filozofică                   |
| 79.  | De Immortalitate Animae lib. 1 (PL 32)                                                            | Despre nemurirea sufletului                                       | Operă în 16 capitole ce completează Solilocviile. | 387      | Milano      | Filozofică                   |
| 80.  | Disciplinarum libri                                                                               | Disciplinele.                                                     | - | 387      | Milano      | Dogmatică                    |
| 81.  | De Vera Religione lib. 1 (PL 34)                                                                  | Despre adevărata religie.                                         | Împotriva maniheilor | 390      | Tagaste     | Apologetică                  |
| 82.  | Acta seu disputatio contra Fortunatum Manichaeum (PL 42)                                          | Contra lui Fortunat, maniheul.                                    | Împotriva maniheilor | 392      | Hipona      | Polemică                     |
| 83.  | De fide et symbolo lib. 1                                                                         | Despre credință și Crez (tradusă)                                 | Despre credință și Simbolul credinței. | 393      | Hipona      | Apologetică                  |
| 84.  | Expositio quarumdam propositionum ex Epistola ad Romanos (PL 35)                                  | Chestiuni despre Epistola către Romani.                           | - | 394      | Hipona      | Exegetică                    |
| 85.  | Contra Epistolam Manichaei quam vocant Fundamenti lib 1 (PL 42)                                   | Scrisoarea lui Mani.                                              | Împotriva maniheilor | 396      | Hipona      | Polemică                     |
| 86.  | De Agone Christiano lib. 1 (PL 40)                                                                | Despre lupta creștină (tradusă)                                   | Tratează despre lupta cu diavolul și cu păcatul. | 396      | Hipona      | Morală și pastorală          |
| 87.  | Regula ad servos Dei (PL 32)                                                                      | Reguli monahale.                                                  | - | 397      | Hipona      | Morală și pastorală          |
| 88.  | Contra Hilarum lib. 1                                                                             | Contra lui Ilariu.                                                | - | 398      | Hipona      | Polemică                     |
| 89.  | Contra Secundinum Manichaeum lib. 1 (PL 42)                                                       | Contra lui Secundin, maniheul.                                    | Împotriva maniheilor | 398      | Hipona      | Polemică                     |
| 90.  | De Natura Boni contra Manichaeos lib. 1 (Pl 42)                                                   | Despre natura binelui (tradusă)                                   | Împotriva maniheilor | 398      | Hipona      | Polemică                     |
| 91.  | Adnotationes in Iob lib. 1 (PL 34)                                                                | Despre cartea lui Iov                                             | - | 399      | Hipona      | Exegetică                    |
| 92.  | De Cathechizandis rudibus lib. 1 (PL 40)                                                          | Despre catehizarea celor simpli.                                  | - | 399      | Hipona      | Morală și pastorală          |
| 93.  | Contra Epistolam Parmeniani lib. 3 (PL 43)                                                        | Contra scrisorii lui Parmenian, în 3 cărți.                       | Împotriva donatiștilor | 400      | Hipona      | Polemică                     |
| 94.  | De fide rerum quae non videntur (PL 40)                                                           | Despre credința înlucrurile care nu se văd.                       | - | 400      | Hipona      | Apologetică                  |
| 95.  | Ad inquisitiones Ianuarii (=epp. 54-55) (PL 33)                                                   | Răspunsuri lui Ianuariu                                           | - | 401      | Hipona      | Polemică                     |
| 96.  | Contra Felicem Manichaeum lib. 2 (PL 42)                                                          | Contra lui Felix, maniheul.                                       | Împotriva maniheilor | 404      | Hipona      | Polemică                     |
| 97.  | Admonitio donatistarum de maximianistis lib. 1                                                    | Argumentare împotriva maximinialiștilor.                          | - | 407      | Hipona      | Polemică                     |
| 98.  | De Divinatione Daemonum lib. 1 (PL 40)                                                            | Despre divinația demonilor.                                       | Tratează despre preștiința diavolilor. | 407      | Hipona      | Dogmatică                    |
| 99.  | Expositio Epistolae Iacobi ad duodecim tribus                                                     | Expunearea Epistolei lui Iacob celor 12 triburi.                  | - | 409      | Hipona      | Exegetică                    |
| 100. | Quaestiones expositae contra paganos numero sex (=ep. 102)                                        | 6 chestiuni contra păgânilor.                                     | - | 409      | Hipona      | Apologetică                  |
| 101. | De excidio Urbis Romae tractatus unus (PL 40)                                                     | Despre distrugerea Romei.                                         | - | 410      | ?           | Discurs                      |
| 102. | De Utilitate Ieiunii tractatus unus (PL 40)                                                       | Utilitatea ajunului.                                              | - | 411      | ?           | Discurs                      |
| 103. | Breviculus Collationis cum Donatistas lib. 3 (PL 43)                                              | Sumarul conferinței cu donatiștii                                 | - | 411      | Cartagine   | Polemică                     |
| 104. | De maximianistis contra donatistas lib. 1                                                         | Contra donatiștilor despre maximianiști.                          | - | 411      | Hipona      | Polemică                     |
| 105. | Post collationem contra donatistas lib. 1                                                         | Către donatiști, după conferință.                                 | - | 411      | Hipona      | Polemică                     |
| 106. | De Continentia (PL 40)                                                                            | Despre înfrânare.                                                 | - | După 412 | Hipona      | Morală și pastorală          |
| 107. | De Spiritu et Littera lib. 1 (PL 44)                                                              | Despre spirit și literă.                                          | Împotriva pelagienilor | 412      | Hipona      | Polemică                     |
| 108. | De Fide et Operibus lib. 1 (PL 40)                                                                | Despre credință și fapte.                                         | - | 413      | Hipona      | Dogmatică                    |
| 109. | De Bono Viduitatis (Pl 40)                                                                        | Despre folosul văduviei.                                          | - | 414      | Hipona      | Morală și pastorală          |
| 110. | Contra Priscillianistas et Origenistas lib. (PL 42)                                               | Contra priscilianiștilor și origeniștilor.                        | - | 415      | Hipona      | Polemică                     |
| 111. | De Origine Animae Hominis et de sententia Iacobi lib. 2 (=ep.166-167) (PL 33)                     | Originea sufletului – sentința apostolului Iacob.                 | - | 415      | Hipona      | Exegetică                    |
| 112. | De Patientia (PL 40)                                                                              | Despre răbdare.                                                   | - | 415      | Hipona      | Morală și pastorală          |
| 113. | De Perfectione Iustitiae hominis, epistola seu liber ad Eutropium et Paulum (PL 44)               | Despre desăvârșirea dreptății omului.                             | - | 415      | Hipona      | Polemică                     |
| 114. | De correctione donatistarum lib. 1 (=ep.185)                                                      | Corectarea donatiștilor.                                          | - | 417      | Hipona      | Polemică                     |
| 115. | De Gestis Pelagii ad Aurelium lib. 1 (PL 44)                                                      | Actele lui Pelagius.                                              | Împotriva pelagienilor | 417      | Hipona      | Polemică                     |
| 116. | De praesentia dei lib. 1 (=ep.187)                                                                | Prezența lui Dumnezeu.                                            | - | 417      | Hipona      | Dogmatică                    |
| 117. | Sermo ad caesariensis ecclesiae plebem                                                            | Către credincioșii bisericii din Cezareea.                        | - | 418      | Cesarea     | Polemică                     |
| 118. | De Gestis cum Emerito Donatistarum episcopo lib. 1 (PL 43)                                        | Întâlnire cu episcopul donatist Emerito.                          | - | 418      | Hipona      | Polemică                     |
| 119. | De gratia Christi et de peccato originali lib. 2                                                  | Despre harul lui Cristos și păcatul original.                     | Împotriva pelagienilor | 418      | Hipona      | Polemică                     |
| 120. | Contra Sermonem Arianorum lib. 1 (PL 42)                                                          | Contra omiliei arianilor.                                         | - | 419      | Hipona      | Polemică                     |
| 121. | De Anima et eius Origine contra Vincentium Victorem lib. 4 (=de natura et origine animae) (PL 44) | Despre suflet și originea lui.                                    | Împotriva pelagienilor | 419      | Hipona      | Polemică                     |
| 122. | Locutionum in Heptateuchum lib. 7 (PL 34)                                                         | Cuvântări despre Heptateuh, în 7 cărți.                           | - | 419      | Hipona      | Exegetică                    |
| 123. | Quaestionum in Heptateuchum lib. 7 (PL 34)                                                        | Chestiuni despre Heptateuh, în 7 cărți.                           | - | 419      | Hipona      | Exegetică                    |
| 124. | Contra Adversarium Legis et Prophetarum lib. 2 (PL 42)                                            | Împotriva adversarului Legii și Profeților                        | - | 420      | Hipona      | Polemică                     |
| 125. | Contra Mendacium lib. 1 (PL 40)                                                                   | Contra minciunii.                                                 | - | 420      | Hipona      | Morală și pastorală          |
| 126. | De Coniugiis Adulterinis lib. 2 (PL 40)                                                           | Despre adulter.                                                   | - | 420      | Hipona      | Morală și pastorală          |
| 127. | De octo Dulcitii quaestionibus lib. 1 (PL 40)                                                     | Despre cele 8 chestiuni ale lui Dulcițiu.                         | - | 424      | Hipona      | Dogmatică                    |
| 128. | De Gratia et Libero Arbitrio lib. 1 (PL 44)                                                       | Despre har și liberul arbitru.                                    | Împotriva pelagienilor | 426      | Hipona      | Polemică                     |
| 129. | De Scriptura sacra Speculum (PL 34)                                                               | Oglinda preceptelor morale ale Sfintei Scripturi.                 | - | 427      | Hipona      | Exegetică                    |
| 130. | Retractationum lib. 2 (PL 32)                                                                     | Retractările, în 2 cărți (tradusă)                                | Analizează în mod critic propriile scrieri până în anul 427, făcând corecțiile necesare. | 427      | Hipona      | Autobiografică               |